# 肖又香
肖又香（1967年—），女，湖南安化人，汉族，中华人民共和国政治人物、中国共产党党员、第十三届全国人民代表大会湖南地区代表。现任益阳市安化县乐安镇青峰村村支书，知名于以种植花生为产业，通过家庭农场形式，让青峰村这一贫困村走出贫困。